# 日高 (僧)
日高（にちこう、正嘉元年（1257年）- 正和3年4月26日（1314年6月9日））は、鎌倉時代後期の日蓮宗の僧侶で法華経寺第2代貫首とされている人物。日蓮面授の弟子である。父は下総国千葉氏の家臣で日蓮の有力な壇越であった大田乗明。通称は帥（そつ）公。

## 略歴
太田乗明は同僚の富木常忍（日常）とともに迫害されていた日蓮を自領のある下総国八幡荘（現在の千葉県市川市）に受け入れた事で知られている。その際、乗明は中山にあった持仏堂を寄進して「本妙寺」とし、常忍は中山の隣村である若宮に「法花寺」を造営した。この両寺が後の法華経寺の基となっている。
日高は身延山に隠棲した日蓮の世話係をしながらその教説を直接学んだ。弟子入りの時期については建治元年（1275年）が通説とされているが、それ以前の文永9年（1272年）に日蓮によって書かれたとされている「弁殿御消息」の中において、日蓮が日高を「そつ」と呼んでいた事が分かる。この生活は自らの手で師・日蓮の死を看取る26歳の時まで続いた。
その後、日高は帰国して本妙寺に入った。その頃、富木常忍は出家して「日常」と名乗って法花寺で布教活動にあたっていたが、日高は父親との縁から日常とも師弟関係を結んで法花寺の仕事も手伝うようになった。永仁7年（1299年）に日常が病死すると、その遺言により本妙寺に留まったまま法花寺の貫首に就任し、以後両寺院の貫首は同一人物が務める規則が成立して、後の中山法華経寺への発展の基礎となった。
日高は日蓮面授の弟子としてその教えを広める事に力を尽くす一方、日常の旧主であり、千葉氏当主の継承権のある千葉胤貞を俗別当に迎えて下総国千田荘の多くの土地の寄進を受けて末寺の拡大と寺院財政の安定化を図った。また、自分の後継者には胤貞の猶子である日祐を選んだ。日祐は後に名僧として名を残して中山門流を確立した功績は、今日でも高く評価されているところであり日高の弟子を見る目は確かなものであったが、同時に千葉胤貞との密着は胤貞自身が盟主として擁立された千葉氏の家督争いに門流を直接巻き込む事になってしまい、結果的に世俗勢力や他宗との関係を保ちながら門流の維持を優先する路線を選択することになった。これが後に同門流から出た日親の不受不施義より激しく非難の対象としてあげられる遠因ともなった。